# Burg Hugstetten
Die Burg Hugstetten ist eine abgegangene Burg an der Stelle des heutigen Schloss Hugstetten im Ortsteil Hugstetten der Gemeinde March im Landkreis Breisgau-Hochschwarzwald in Baden-Württemberg. Von der ehemaligen Burganlage ist nichts erhalten.